# Gruppo Forma 1

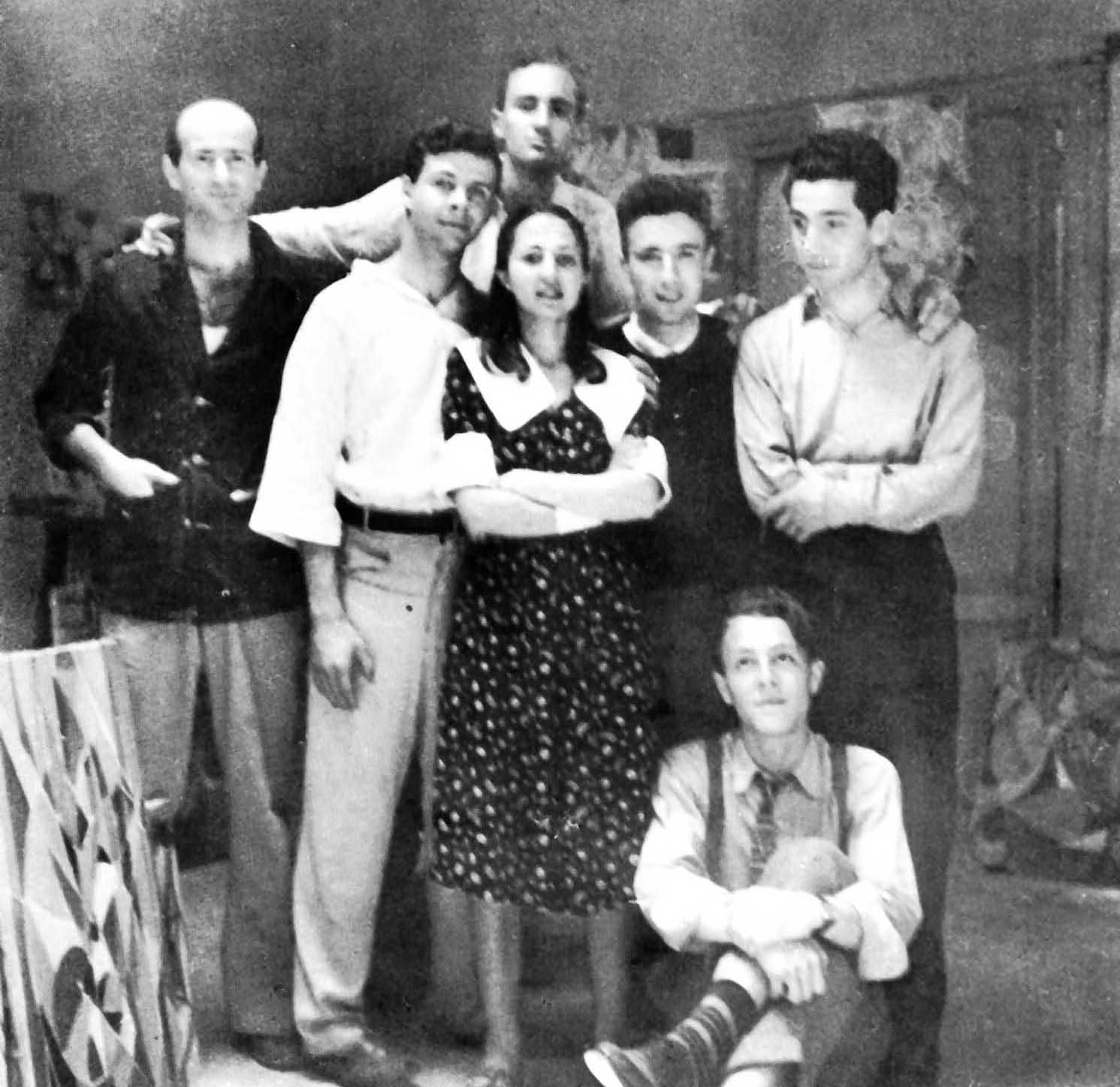
il Gruppo Forma 1: da sinistra, Pietro Consagra, Mino Guerrini, Ugo Attardi, Carla Accardi, Achille Perilli, Antonio Sanfilippo e Piero Dorazio

Il termine Forma 1, nasce dal titolo di una rivista "Forma", che ebbe una sola uscita nel marzo del 1947, pubblicata a Roma, su iniziativa di un gruppo di artisti italiani, aventi in comune delle affinità di intenti, in cui elaborarono un "manifesto formalista".

## Storia
Si trattava di Carla Accardi, Ugo Attardi, Pietro Consagra, Piero Dorazio, Mino Guerrini, Achille Perilli, Antonio Sanfilippo e Giulio Turcato e, nella fase finale del gruppo, del giovane pittore maceratese Wladimiro Tulli.
Furono denominati tutti insieme come "Gruppo Forma 1", e si proclamavano "formalisti e marxisti, convinti che i termini marxismo e formalismo non siano inconciliabili", sostenitori di un'arte strutturata ma non realistica, che dà importanza alla forma ed al segno nel loro significato basico essenziale, eliminando nelle loro opere ogni pretesa simbolista o psicologica.
Forma 1 propose una mediazione tra i due opposti linguaggi dell'arte italiana di quel periodo, divisa tra astrattismo e realismo, con un'arte basata sulle intuizioni dell'artista rappresentate in modo oggettivo, che divengono immagini concrete di forma-colore, al di fuori di ogni astrazione formale.
Col passare del tempo ogni artista del gruppo svilupperà un linguaggio personale, dall'astrattismo alcuni torneranno al figurativo, mentre il discorso astratto verrà portato avanti soprattutto da Carla Accardi, ricercatrice e sperimentatrice del genere, secondo una personale poetica legata al segno-colore con divagazioni materiche ed informali in una ricerca ancora non conclusa.
Il gruppo finirà poi per sciogliersi nel 1951, ma segnò l'arte contemporanea italiana del Novecento.
Il gruppo fu in contatto con il gruppo fiorentino dell'Astrattismo classico.

## Esposizioni
- 1947 - prima esposizione del gruppo è "Arte giovane italiana", la mostra alla Galleria Nazionale di Praga, organizzata dal Fronte nazionale per la gioventù.
- 1948 - mostra Arte astratta in Italia in via Sicilia, Roma.
- 1948 "Arte Oggi", Palazzo Strozzi, esposizione organizzata da astrattisti fiorentini.
- 1949 - Turcato, Consagra e Perilli, espongono alla galleria del ‘Secolo’.
- 1949 - Consagra espone alla mostra della collezione nel giardino di Peggy Guggenheim a Venezia.[3]
- 1951 “Accardi e Sanfilippo”, Libreria Salto, Milano.

## Videografia
- La forma del limone - astrattisti a Roma, di Giorgio Cappozzo, ed. Studio Angeletti, archivio Gam di Torino, 2003